# Luci di Hessdalen
Le luci di Hessdalen sono un fenomeno luminoso ricorrente nella valle di Hessdalen, in Norvegia.
Queste luci sono ben note e sono state registrate e analizzate dai fisici. Una possibile spiegazione attribuisce il fenomeno a un processo di combustione in aria, non completamente compreso, di nubi di polvere contenenti scandio, una terra rara contenuta nel suolo della valle. In alcuni casi queste luci sono state erroneamente identificate come aerei, luci di automobili, oggetti celesti e miraggi.